# Campulipus nobilis
Campulipus nobilis är en skalbaggsart som beskrevs av Thomson 1878. Campulipus nobilis ingår i släktet Campulipus och familjen Cetoniidae. Inga underarter finns listade.